# Денні Фонсека
Денні Фонсека (ісп. Danny Fonseca, нар. 7 листопада 1979) — костариканський футболіст, півзахисник клубу «Картахінес».
Виступав, зокрема, за клуби «Картахінес» та «Брухас», а також національну збірну Коста-Рики.

## Клубна кар'єра
У дорослому футболі дебютував 1998 року виступами за команду клубу «Картахінес», в якій провів вісім сезонів, взявши участь у 133 матчах чемпіонату. 
Своєю грою за цю команду привернув увагу представників тренерського штабу клубу «Брухас», до складу якого приєднався 2006 року. Відіграв за коста-риканську команду наступні чотири сезони своєї ігрової кар'єри.
До складу клубу «Картахінес» повернувся 2010 року. Відтоді встиг відіграти за цю команду ще 213 матчів в національному чемпіонаті.

## Виступи за збірні
У 1999 році залучався до складу молодіжної збірної Коста-Рики.
У 2003 році дебютував в офіційних матчах у складі національної збірної Коста-Рики. Протягом наступних п'яти років провів у формі головної команди країни 28 матчів, забивши 2 голи.
У складі збірної був учасником розіграшу Кубка Америки 2004 року у Перу, розіграшу Золотого кубка КОНКАКАФ 2005 року у США, чемпіонату світу 2006 року у Німеччині.

## Титули і досягнення
- Переможець Кубка центральноамериканських націй: 2003, 2005